# Hernán Solano Venegas
Hernán Solano Venegas (San Isidro de El General, Pérez Zeledón, 20 de marzo de 1967) es un político costarricense,  Exprecandidato por el Partido Acción Ciudadana a la presidencia de la República de Costa Rica. Fue Ministro de Deporte durante la administración del presidente Carlos Alvarado Quesada.

## Biografía
Nació en San Isidro de El General, en el cantón de Pérez Zeledón, el 20 de marzo de 1967. Pasó su infancia en un pequeño pueblo llamado Cedral, ubicado entre los distritos de Cajón y San Pedro. En 1996, después de mudarse a San José, fue reclutado por Víctor Morales Mora para postularse a la presidencia de la Juventud Socialcristiana, ala rama juvenil del Partido Unidad Social Cristiana. Entre 1998 y 2002, Solano fue director del Movimiento Nacional de Juventudes y desempeñó un papel crucial en la aprobación de la Ley General de la Persona Joven. Solano se graduó de la Universidad Interamericana en 2003.
Solano fue el primer viceministro de la Juventud, sirviendo bajo el entonces ministro de Cultura Guido Sáenz en la administración Pacheco de la Espriella (2002-2006). Entre sus principales preocupaciones estaban el desempleo y la falta de educación en la población joven. Solano desertó el PUSC en 2007 criticando a dicho partido y a su rival histórico el PLN por lo que describió como pérdida de valores éticos. Durante la discusión del Tratado de Libre Comercio entre Estados Unidos, Centroamérica y República Dominicana Solano se opuso. En el 2009 dio su adhesión al Partido Acción Ciudadana y al candidato Ottón Solís junto a otros disidentes socialcristianos. Solano también fue presidente de la Asociación Nacional de Ciclismo de Montaña y de la Federación Costarricense de Ciclismo. En el período 2018-2022 fue designado por el presidente pacsista Carlos Alvarado Quesada como ministro de Deportes.